# 메넬리크 1세

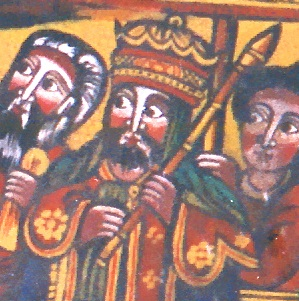

메넬리크 1세(Menelik I, 그으즈어: ምኒልክ)는 에티오피아 제국 솔로몬 왕조의 첫번째 왕으로 여겨지는 전설상의 인물이다. 14세기에 쓰인 에티오피아의 역사서 Kebra Negast에서는 기원전 10세기 경 고대 이스라엘의 솔로몬 왕과 시바의 여왕 마케다 사이에서 태어나 솔로몬 왕조의 시조가 되었다고 기록하고 있다. 그 실존에 대해서는 불확실한 부분이 많으며, 역사적으로 확인이 가능한 것은 1262년 자그웨 왕조를 무너뜨린 예쿠노 암라크가 1262년 메넬리크 1세의 후손을 자칭하며 왕조를 수립한 때부터 시작된다.

## 같이 보기
- 솔로몬 왕조
- 예쿠노 암라크
- 메넬리크 2세